# Elisabetta Erba
Elisabetta Erba (Monza, 1º settembre 1958) è una geologa e paleontologa italiana.

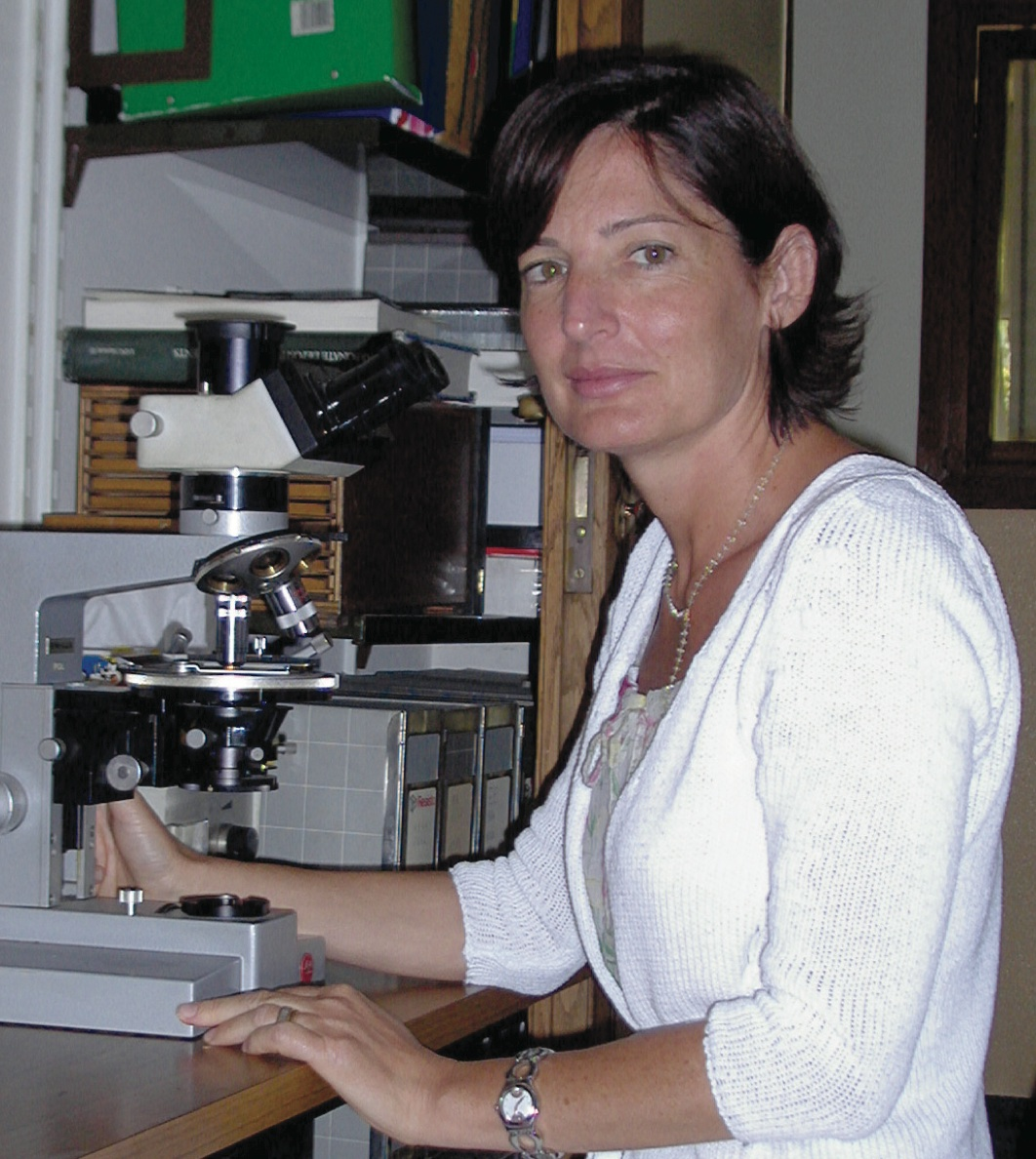
Elisabetta Erba al microscopio

È una delle più autorevoli scienziate in campo paleontologico al mondo, in particolare per i suoi studi sulla risposta del nannoplancton calcareo ai processi di acidificazione degli oceani e ad eventi anossici. I parametri bibliometrici, tra cui la scala h-index, la pongono tra i 10 migliori scienziati italiani nel campo delle scienze della terra.

## Biografia e carriera
Laureata a pieni voti con lode nel 1982 all'Università degli Studi di Milano, ha conseguito il Dottorato in Scienze della Terra nel 1987 con una tesi nell'ambito della paleobiologia degli ambienti marini. Nel 1987-1988 ha svolto attività di ricerca come ricercatore post-doc presso il Geologisches Institut del Politecnico Federale di Zurigo  (Svizzera). Ha partecipato come paleontologa e sedimentologa a numerose crociere oceanografiche, tra cui le spedizioni tra il 1984 e il 1988 sui Bacini Anossici del Mediterraneo Orientale con la nave Bannock del Consiglio Nazionale delle Ricerche, e tra il 1989 e il 1992 in Oceano Pacifico con la Joides Resolution, nell'ambito del Progetto Internazionale Ocean Drilling Program per lo studio dello della più antica crosta oceanica presente sulla Terra. Nel 1993 è sulla nave Gelendzhik per un progetto UNESCO sui vulcani di fango nel Mediterraneo. Professore associato dal 2000, e ordinario di Paleontologia presso il Dipartimento di Scienze della Terra "Ardito Desio" all'Università degli Studi di Milano dal 2005.

## Ruolo nel mondo scientifico

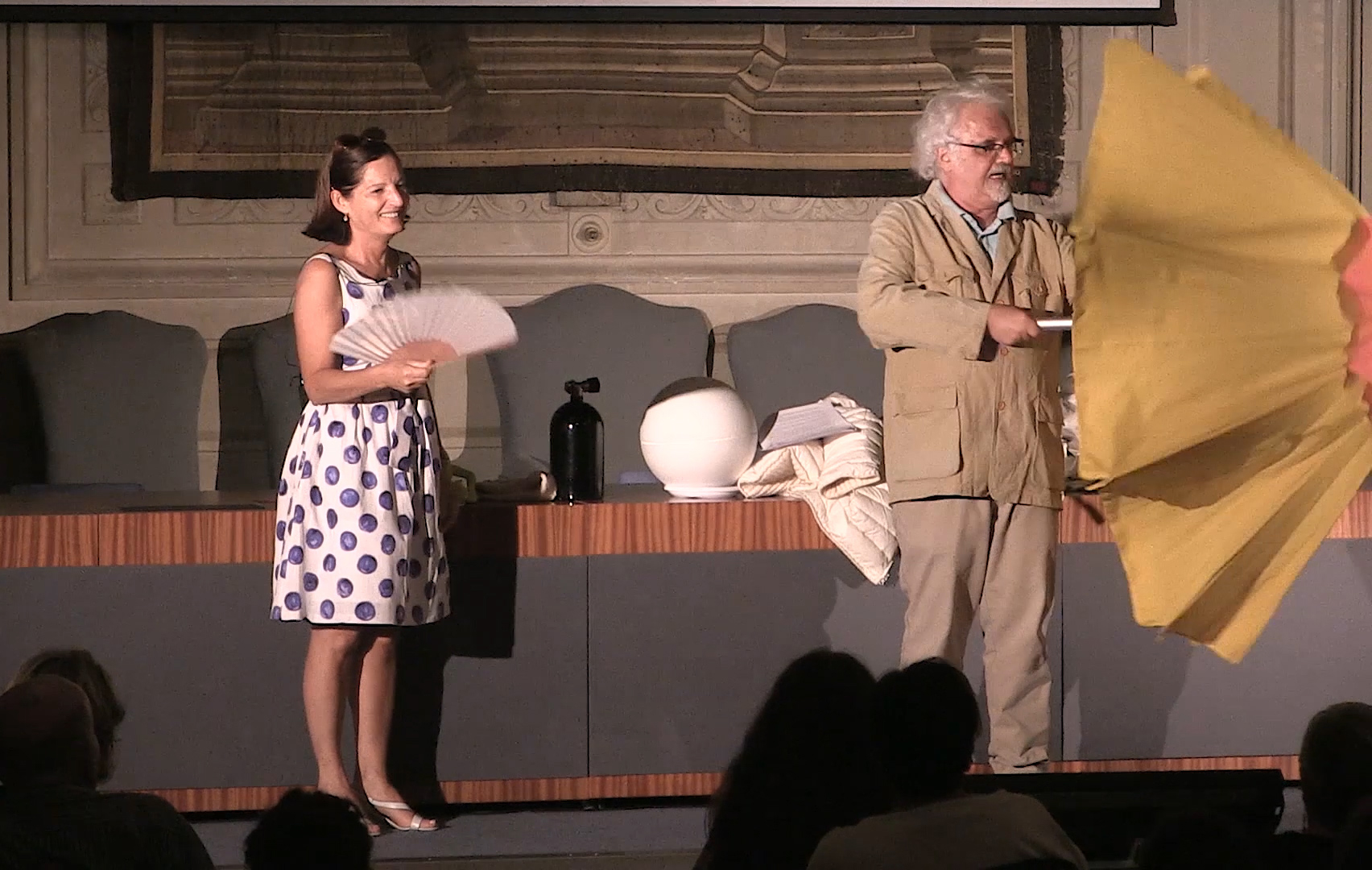
Elisabetta Erba con Patrizio Roversi in occasione del geospettacolo Terra Cambia tenutosi a Firenze in occasione del Congresso "Il Pianeta Dinamico: sviluppi e prospettive a 100 anni da Wegener”, nel settembre 2015

Elisabetta Erba è specialista di nannofossili calcarei, gruppo fossile utilizzato per la biostratigrafia, per le ricostruzioni paleoclimatico-paleoceanografiche degli oceani. Si è occupata del tipo e tasso di biomineralizzazione dei più comuni coccoliti; di ricostruzioni del contenuto di CO2 nell'atmosfera nelle ere geologiche e delle complesse interazioni biosfera-geosfera.
Ha ricoperto numerose posizioni di coordinamento scientifico nell’ambito dell’Ocean Drilling Program, dell’Integrated Ocean Drilling Program (IODP) e IODP-Italia, nonché dell'Antarctic Drilling Project (ANDRILL). Chairman del working group sull'Aptiano della International Union of Geological Sciences (IUGS).
È stata membro del Consiglio della Società Paleontologica Italiana. Presidente della Società Geologica Italiana dal 2014 al 2017 ha impresso particolare vigore nelle iniziative anche di divulgazione scientifica, organizzando due serie di cosiddetti "geospettacoli" ("Geologi, non per caso", Milano 2014, e "Terra Cambia", Firenze 2015) e il video-contest "On The Rocks". È altresì socio corrispondente dell'Accademia Nazionale dei Lincei e membro dell'Academia Europæa.

## Riconoscimenti
- Premio Tartufari dell’Accademia Nazionale dei Lincei (2013)